# Epatopatia
Per epatopatia (o malattia epatica) si intende qualunque patologia che comprometta la funzionalità del tessuto epatico.
Compromettendo la funzionalità epatica, le epatopatie possono avere conseguenze su tutti i principali sistemi del corpo umano, come sul sistema nervoso centrale e periferico (encefalopatia epatica) e sul sistema cardiocircolatorio (a livello portale e con la sindrome epato-renale).

## Condizioni mediche associate

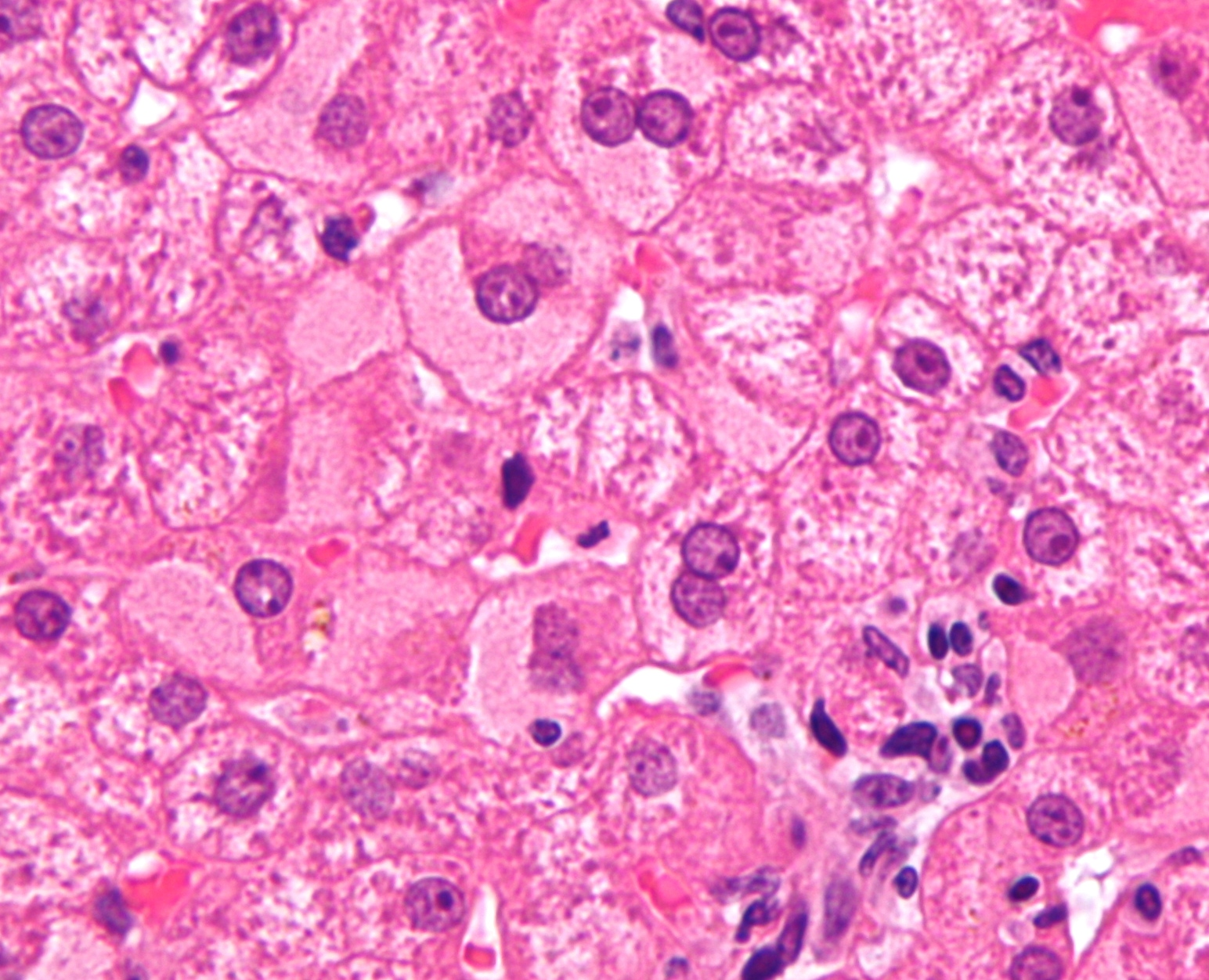
Epatociti a vetro smerigliato (indice di epatite virale)

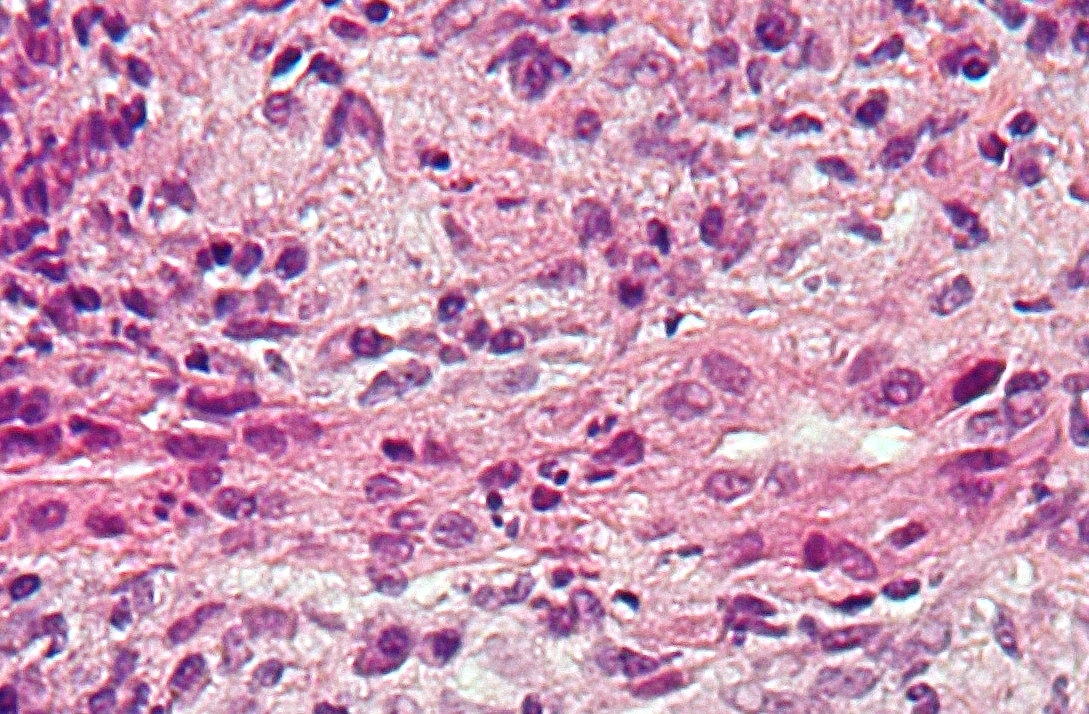
Cirrosi biliare primaria

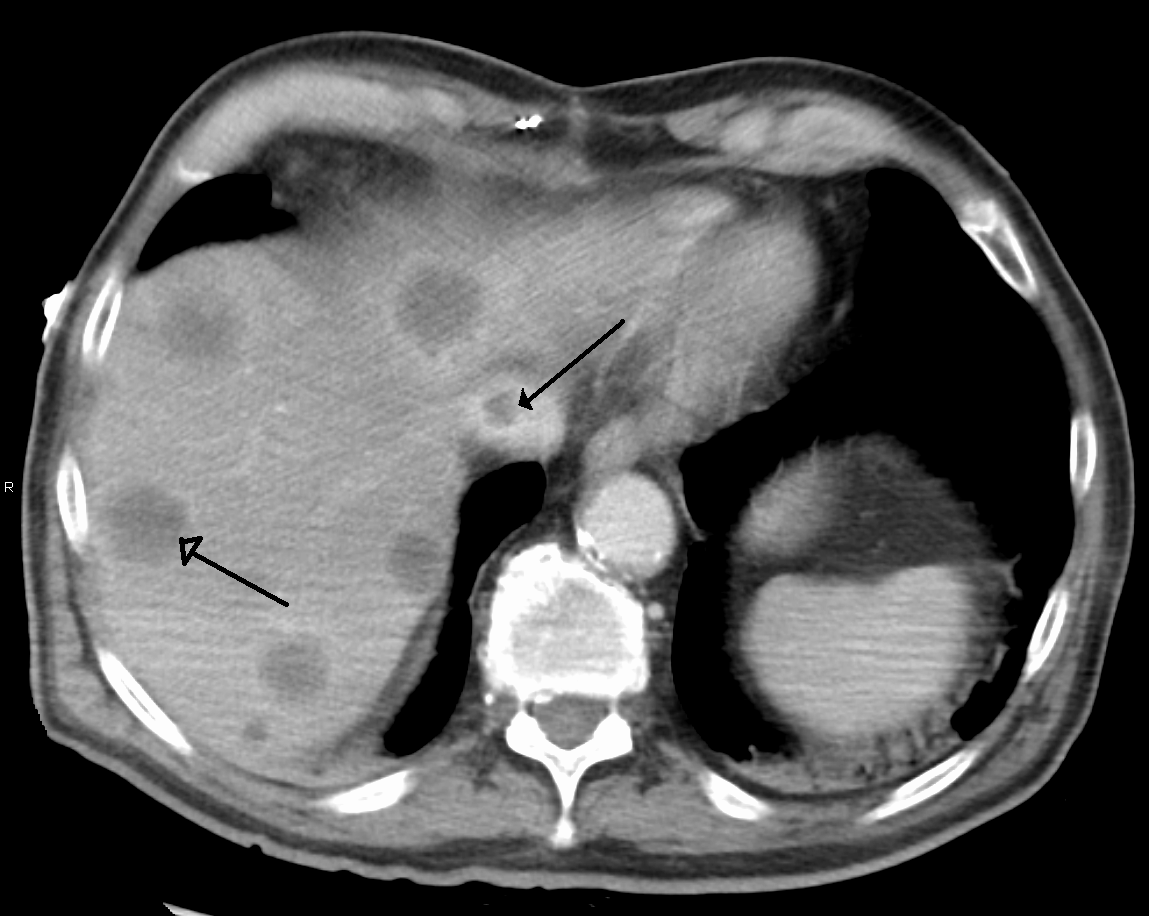
Sindrome di Budd-chiari

Si contano più di un centinaio di epatopatie.
Generalmente sono accompagnate da un processo infiammatorio, l'epatite e possono avere varie cause eziologiche:
- Possono essere di origine infettiva, generalmente virale (epatite virale)
- Da alcune tossine (ad esempio nel caso dell'epatite alcolica[2] oppure nell'epatite da farmaci)
- Possono essere di origine autoimmune
- Possono avere una causa genetica.[3]

Possono essere accompagnate anche da steatosi epatica, una condizione reversibile in cui grandi vacuoli di trigliceridi si accumulano nelle cellule epatiche. Una conseguenza nefasta di questi stati è la cirrosi; questa è un'alterazione dell'architettura tissutale del fegato, nella quale le cellule epatiche che subiscono un insulto continuo vanno incontro a necrosi e vengono sostituite da tessuto fibroso. Le epatopatie e la cirrosi portano a un'insufficienza epatica cronica e/o indurre lo sviluppo di neoplasia. Alcune di queste si caratterizzano come ad esempio:
- L'epatopatia alcolica è una patologia epatica dovuta al consumo eccessivo di bevande alcoliche, nella quale si ritrovano steatosi epatica, epatite alcolica e dopo anni di abuso cirrosi e degenerazione neoplastica.
- L'epatopatia da tossici, dovuta a tossine sia di origine naturale (intossicazione da funghi o erbe) che artificiale (epatopatia da farmaci) con risultati simili all'epatopatia alcolica.
- La sindrome NASH caratterizzata da una condizione istologicamente indistinguibile da una steatosepatite in epatopatia alcolica senza però l'assunzione di alcool. È spesso associata ad obesità e sindrome metabolica.[7]
- Malattie ereditarie da accumulo come l'emocromatosi,[8] che porta a un accumulo di ferro, e la malattia di Wilson che porta a un accumulo di rame.
- La sindrome di Gilbert,[9] una malattia genetica dell'escrezione della bilirubina caratterizzata da un'iperbilirubinemia che può causare lieve ittero, è una condizione fondamentalmente benigna.
- Il danno epatico in altre malattie genetiche, come nel deficit di alfa 1-antitripsina[10] e nella malattia di Pompe.[11]
- Il tumore del fegato primitivo maligno. Più comunemente si manifesta come carcinoma epatocellulare e/o colangiocarcinoma; forme più rare includono l'angiosarcoma e l'emangiosarcoma del fegato.[6] (Molti tumori epatici sono lesioni secondarie dovute alla metastizzazione di tumori primari del tratto gastrointestinale e di altri organi, come i reni, e i polmoni).
- La sindrome di Budd-Chiari, causata da un'occlusione delle vene epatiche.[12]

Tra le condizioni autoimmuni si annoverano:
- L'epatite autoimmune
- La cirrosi biliare primitiva, grave malattia autoimmune dei capillari biliari.[13]
- La colangite sclerosante primitiva, una grave malattia infiammatoria cronica del dotto biliare.[14]
- alcolica[2] steatosi[4] NASH[7] emocromatosi[8], deficit di alfa 1-antitripsina[10] e della malattia di Pompe.[11] sindrome di Gilbert,[9] La cirrosi.[5] Il tumore del fegato,[6] La cirrosi biliare primitiva.[13] La colangite sclerosante primitiva.[14] La sindrome di Budd-Chiari.[12]

## Meccanismo
Le malattie del fegato possono verificarsi attraverso diversi meccanismi ma tutti comportano in qualche modo un danno per l'organo. Ad esempio nelle forme virali. Il danno è causato dall'attività virale e dalla risposta immunitaria. Nell'epatopatia alcolica invece è un elevato consumo di alcol a portare a un danno citotossico, causato dalla metabolizzazione dell'etanolo e dei suoi metaboliti, con conseguente accumulo di grasso nelle cellule epatiche che porta a una disregolazione nel metabolismo dei trigliceridi e acidi grassi.

## Diagnosi
Un certo numero di test di funzionalità epatica (LFT) sono utili per analizzare il corretto funzionamento del fegato. Questi test consistono nella verifica della presenza di enzimi nel sangue che sono normalmente più abbondanti nel tessuto epatico, dei metaboliti o dei prodotti: proteine del siero, albumina sierica, globulina del siero, alanina transaminasi, aspartato transaminasi, tempo di protrombina, tempo di tromboplastina parziale.

## Trattamento

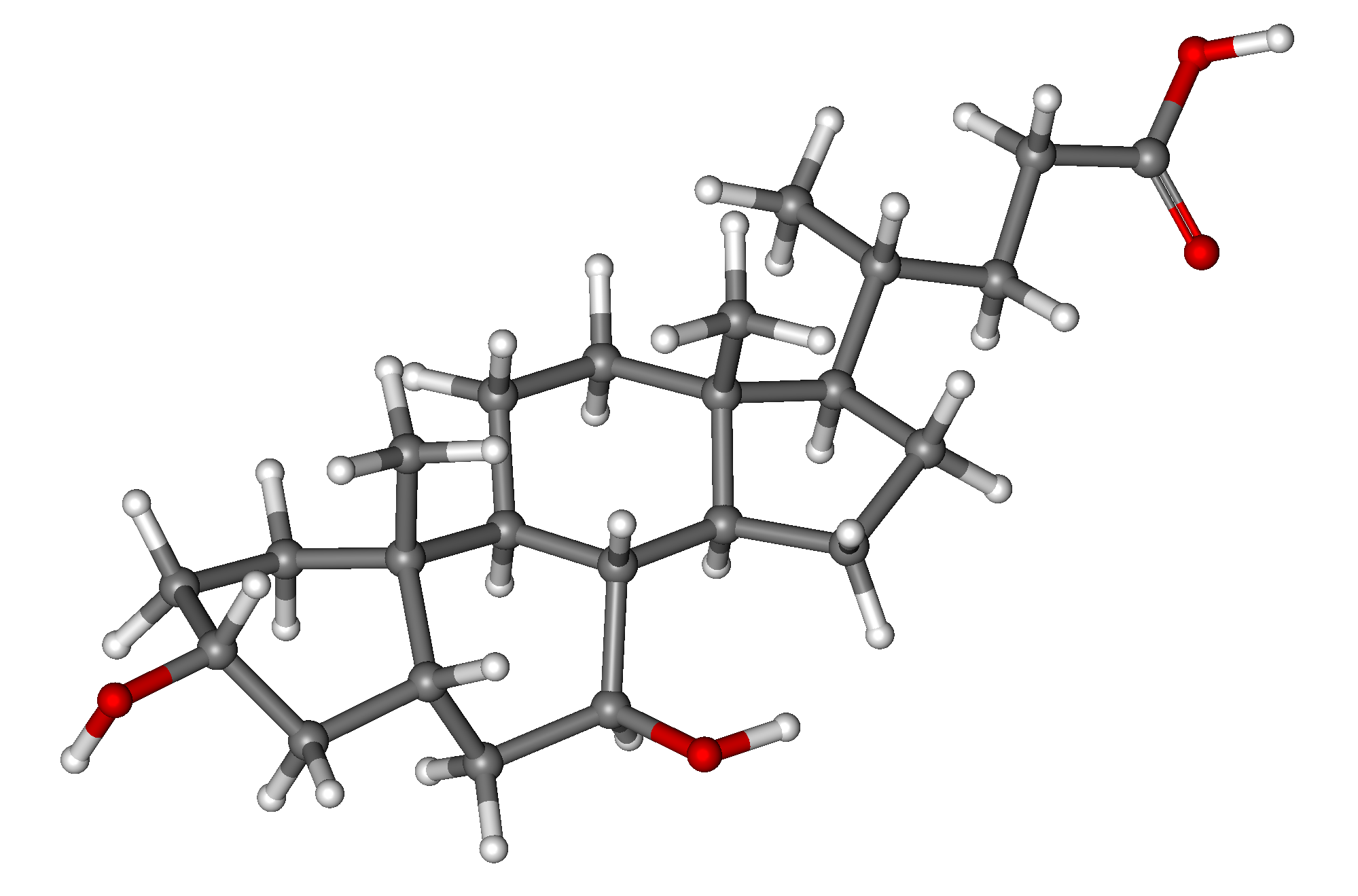
Rappresentazione di una molecola di acido ursodesossicolico.

La terapia consiste nella rimozione (quando possibile) della causa dell'epatopatia. Farmaci anti-virali sono disponibili per trattare infezioni come l'epatite B. In quegli individui che non hanno potuto beneficiare del vaccino contro HBV. Lo stesso vale per gli antivirali contro HCV. Nell'epatopatia alcoolica la cura consiste nell'astensione dall'alcool, mentre nelle steatoepatiti non alcoliche nell'adottare la terapia instaurata per la sindrome metabolica.
Altri trattamenti possono essere utilizzati per rallentare la progressione della malattia, per esempio:
- L'uso di farmaci corticosteroidei nei casi di epatite autoimmune.[19]
- Ridurre il sovraccarico di ferro con un salasso nell'emocromatosi.[20]
- L'utilizzo di farmaci chelanti nella malattia di Wilson per eliminare l'eccesso di rame attraverso le urine.[21]
- Nella malattia colestatica concomitante alla fibrosi cistica[22] l'acido ursodesossicolico può portare benefici.[23]

La terapia risulta più efficace fintanto non si sviluppi un quadro irreversibile come la cirrosi.

In quel caso l'extrema ratio può essere il trapianto di fegato.